# Comuna Koman, Novhorod-Siverskîi
Koman (în ucraineană Комань) este o comună în raionul Novhorod-Siverskîi, regiunea Cernihiv, Ucraina, formată din satele Arapovîci, Cernațke, Ciulativ, Drobîșiv și Koman (reședința).

## Demografie
Componența lingvistică a comunei Koman
     Rusă (68,64%)
     Ucraineană (31,36%)
Conform recensământului din 2001, majoritatea populației comunei Koman era vorbitoare de rusă (68,64%), existând în minoritate și vorbitori de ucraineană (31,36%).